# Ентерпрайз (Невада)
Ентерпрайз (англ. Enterprise) — переписна місцевість (CDP) в США, в окрузі Кларк штату Невада. Населення — 221 831 особа (2020).

## Географія
Ентерпрайз розташований за координатами 36°1′5″ пн. ш. 115°12′55″ зх. д. / 36.01806° пн. ш. 115.21528° зх. д. (36.018193, -115.215373).  За даними Бюро перепису населення США в 2010 році переписна місцевість мала площу 120,47 км², уся площа — суходіл. В 2017 році площа становила 132,57 км², уся площа — суходіл.

## Демографія
Згідно з переписом 2010 року, у переписній місцевості мешкала 108 481 особа в 39 848 домогосподарствах у складі 25 834 родин. Густота населення становила 901 особа/км².  Було 49563 помешкання (411/км²).
Расовий склад населення:
| - 56,3 % — білих - 21,2 % — азіатів - 8,1 % — чорних або афроамериканців - 0,9 % — вихідців з тихоокеанських островів - 0,6 % — корінних американців - 6,8 % — осіб інших рас |

До двох чи більше рас належало 6,1 %. Частка іспаномовних становила 17,3 % від усіх жителів.
За віковим діапазоном населення розподілялося таким чином: 24,4 % — особи молодші 18 років, 69,4 % — особи у віці 18—64 років, 6,2 % — особи у віці 65 років та старші. Медіана віку мешканця становила 32,5 року. На 100 осіб жіночої статі у переписній місцевості припадало 102,0 чоловіків;  на 100 жінок у віці від 18 років та старших — 101,2 чоловіків також старших 18 років.
Середній дохід на одне домашнє господарство  становив 84 847 доларів США (медіана — 68 137), а середній дохід на одну сім'ю — 93 604 долари (медіана — 76 647). Медіана доходів становила 48 957 доларів для чоловіків та 41 618 доларів для жінок. За межею бідності перебувало 8,2 % осіб, у тому числі 9,5 % дітей у віці до 18 років та 9,1 % осіб у віці 65 років та старших.
Цивільне працевлаштоване населення становило 66 636 осіб. Основні галузі зайнятості: мистецтво, розваги та відпочинок — 35,3 %, освіта, охорона здоров'я та соціальна допомога — 13,9 %, роздрібна торгівля — 11,2 %, науковці, спеціалісти, менеджери — 10,2 %.